# Johann Lorenz Hirschstötter
Johann Lorenz Hirschstötter (* 1701 in Landshut; † 30. April 1758 in Freising; auch Hirschstätter und Hirschstetter) war Hofmaurermeister.

## Leben
Er arbeitete hauptsächlich für die Freisinger Fürstbischöfe in der Zeit um 1730.

## Werke
- Dombibliothek Freising, Neubau 1732–34, Bau-Entwürfe
- Baumeister der Kath. Filialkirche St. Stephanus in Großenviecht (Gemeinde Langenbach, Landkreis Freising), um 1735[3]
- um 1745 Errichtung Kath. Wallfahrtskirche  „Zum Gegeißelten Heiland auf der Wies“ (in Wies bei Freising)
- Gestaltung von Bürgerhäusern in der Freisinger Altstadt
- „Ziererhaus“ in der Freisinger Altstadt

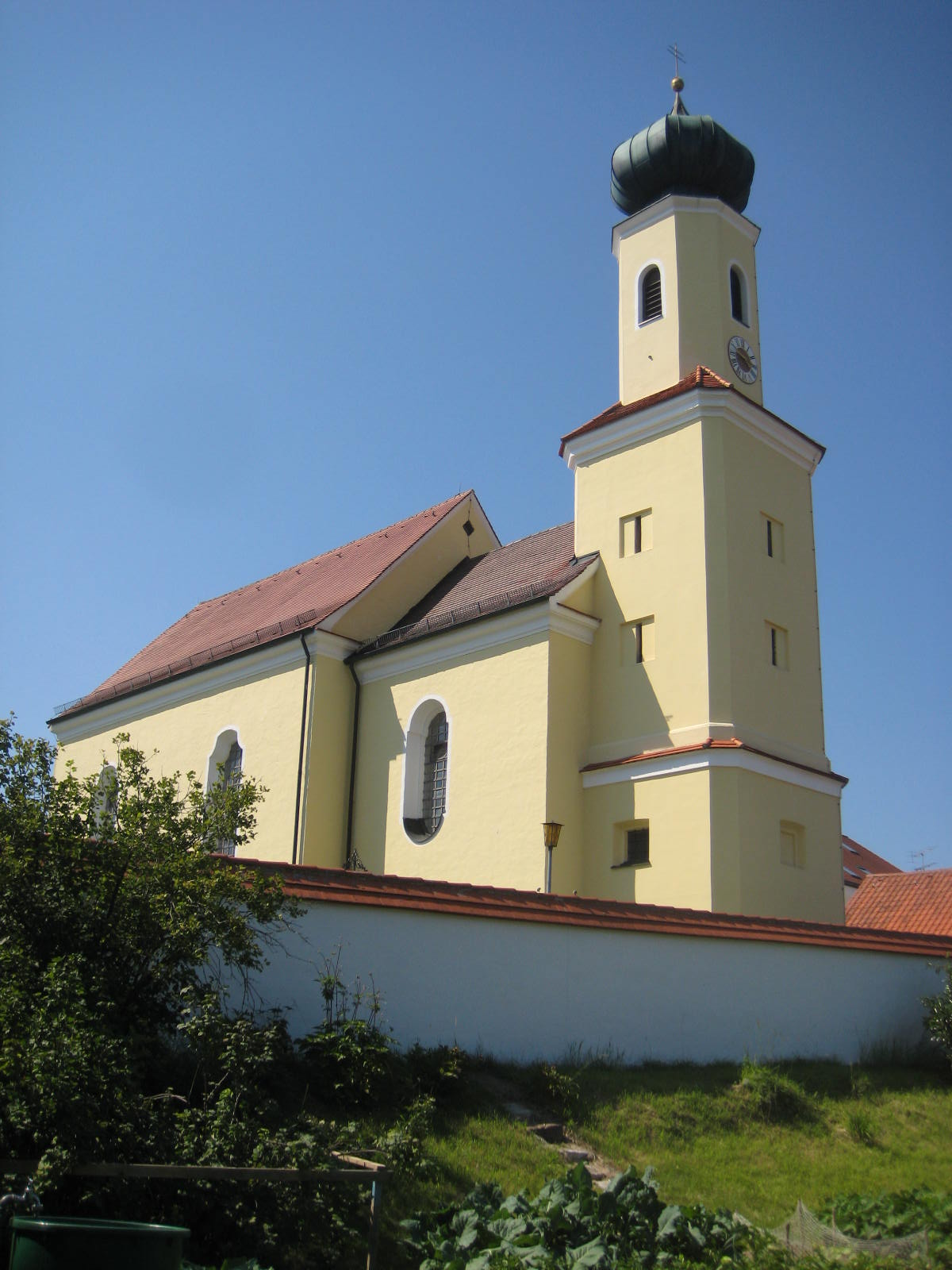
St. Stephanus, Großenviecht
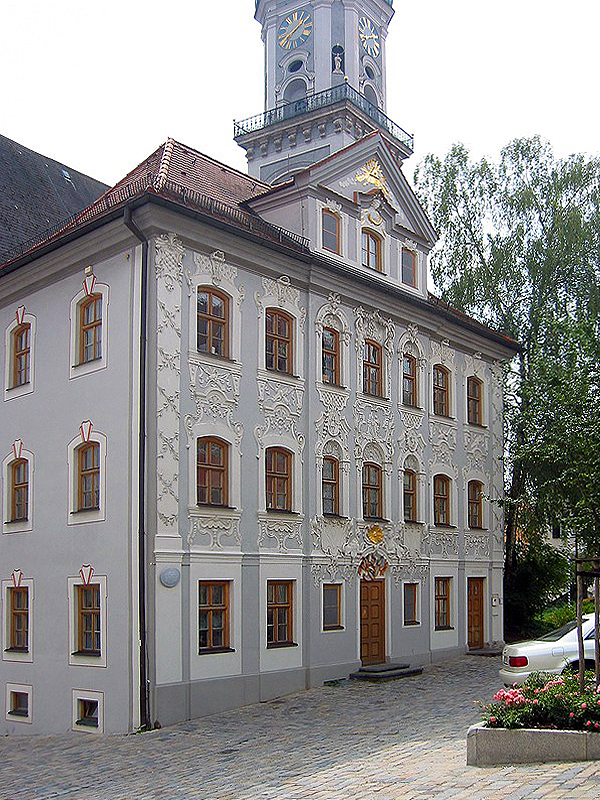
Ziererhaus, Freising